# Hitachi (ciutat)
Hitachi (日立市 Hitachishi) és una ciutat situada a la costa de l'oceà Pacífic de la Prefectura d'Ibaraki al Japó.
L'1 de desembre de 2013 la ciutat tenia 187.282 habitants i una densitat de 830 persones per km². La superfície total és de 225,55 km². El 32,7% de la població tenia 65 o més anys.

## Història
L'assentament original de la població va ser conegut des de segles enrere amb el nom de Sukegawa (助川).
La vila moderna de Hitachi es va formar l'1 d'abril de 1889, amb l'establiment del sistema de municipis. La zona es va desenvolupar ràpidament cap al final de l'era Meiji. La vila de Hitachi es va elevar a la categoria de poble el 26 d'agost de 1924. Hitachi i el poble veí de Sukegawa es van fusionar l'1 de setembre de 1939 per formar la ciutat de Hitachi.
En ser predominantment industrial, la ciutat va ser greument destruïda durant la Segona Guerra Mundial, incloent el bombardeig per part del cuirassat nord-americà USS Iowa (BB-61).
El 1976, l'avió de caça MiG-25 on havia desertat el pilot soviètic Viktor Belenko va ser retornat a la Unió Soviètica des del port de Hitachi. Havia estat examinat àmpliament a la propera base aèria de Hyakuri.
L'1 de novembre de 2004, la població veïna de Jūō (十王町Jūō-machi) del districte de Taga (多賀郡 Taga-gun) es va fusionar amb Hitachi, i a causa d'aquesta fusió el districte anterior es va dissoldre.
El nom de Hitachi és coneguda al món, a causa de l'empresa Hitachi, Ltd que va ser fundada a la vila de Hitachi el 1910 per Namihei Odaira (小平浪平).

## Parc Kamine
És un parc públic a la ciutat de Hitachi, amb vistes de ciutat i a l'Oceà Pacífic, en un terreny d'aproximadament 150.000 m². El parc és la llar de dos parcs d'atraccions, un zoològic i el Museu commemoratiu Masashi Yoshida.
El zoològic posseeix una varietat d'animals i aus, incloent-hi elefants, pingüins, micos, cérvols, óssos, goril·les, lleons, tigres, rinoceronts, hipopòtams, flamencs, zebres i girafes; rucs i ovelles també es troben allà.
Els parcs d'atraccions tenen distraccions per a nens i adults; un parc anomenat "Parc infantil" amb atraccions més adequades per als nens, i l'altre parc "Leisure land (Terra d'oci)" té una muntanya russa i altres atraccions que són apropiades pels adults.

## Ciutats germanes
- – Birmingham, Alabama, USA
- – Tauranga, Nova Zelanda[4]
- – Kiryu, Japó
- – Yamanobe, Japó